# Jean Bosco Baremes
Jean (John) Bosco Baremes SM (ur. 30 sierpnia 1960 w Han) – papuański duchowny katolicki, biskup Port Vila na Vanuatu od 2010.

## Życiorys

### Prezbiterat
W dniu 18 stycznia 1981 złożył śluby zakonne w zgromadzeniu marystów. Święcenia kapłańskie otrzymał w dniu 4 grudnia 1987. Był m.in. proboszczem w Pouébo oraz radnym oceańskiej prowincji zakonnej.

### Episkopat
18 listopada 2009 papież Benedykt XVI mianował go biskupem diecezji Port Vila na Vanuatu. Sakry biskupiej udzielił mu 14 lutego 2010 arcybiskup archidiecezji Numea - Michel-Marie Calvet.